# Oberähren
Oberähren ist ein Ortsteil der Ortsgemeinde Döttesfeld im Landkreis Neuwied in Rheinland-Pfalz. Der Ort war bis zum 7. Juni 1969 eine eigenständige Gemeinde und gehört heute der Verbandsgemeinde Puderbach an.

## Lage
Oberähren liegt im Naturpark Rhein-Westerwald und ist vom Forst Wied umgeben. Der Ort liegt neun Kilometer Luftlinie südwestlich der Stadt Altenkirchen (Westerwald) und 20 Kilometer nordnordöstlich von Neuwied. Die Gemarkung von Oberähren grenzt im Norden an Ascheid (Ortsteil von Niederwambach), im Osten an Haberscheid und im Südosten an Reichenstein (Ortsteile von Puderbach), im Süden an Dürrholz, im Südwesten an Bauscheid, im Westen an Döttesfeld und im Nordwesten an Niederähren im Landkreis Altenkirchen (Westerwald).
Auf der Grenze zu Haberscheid fließt der Holzbach. Oberähren liegt an der Kreisstraße 131 zwischen Breitscheid und Haberscheid. Die Landesstraße 267 liegt etwa einen Kilometer nordöstlich von Oberähren.

## Geschichte
Oberähren wurde im Jahr 1502 urkundlich erwähnt, als der Zisterzienserabt Johann Fessersmyt seinen Hof in Oberähren an die Abtei Marienstatt verkaufte. Der Ort gehörte zum Kirchspiel Puderbach. Im Jahr 1806 kam Oberähren von der Grafschaft Wied-Runkel an das Herzogtum Nassau. Als Teil des Kirchspiels Puderbach gehörte das Dorf dort zum Amt Dierdorf im Regierungsbezirk Ehrenbreitstein. Nach den Vereinbarungen auf dem Wiener Kongress im Jahr 1815 kam das Gebiet um Oberähren zum Königreich Preußen. Dort gehörte der Ort zur Bürgermeisterei Puderbach im Kreis Neuwied im Regierungsbezirk Koblenz. Dieser wurde 1822 Teil der Rheinprovinz.
In Oberähren wurde ab dem 18. bis ins frühe 20. Jahrhundert Eisenerzbergbau betrieben. Die Bürgermeisterei Puderbach wurde 1927 in Amt Puderbach umbenannt und fusionierte zehn Jahre später mit dem Amt Niederwambach zu dem neuen Amt Puderbach, aus dem am 1. Januar 1968 die heutige Verbandsgemeinde Puderbach gegründet wurde. Die Gemeinde Oberähren wurde am 7. Juni 1969 im Zuge einer Gebietsreform nach Döttesfeld eingemeindet. Zum Zeitpunkt der Auflösung hatte die Gemeinde 93 Einwohner.